# Król Roger
Król Roger (en polonès; en català: El rei Roger, op. 46) és una òpera en tres actes de Karol Szymanowski amb llibret en polonès del mateix compositor i Jarosław Iwaszkiewicz, cosí del compositor. La partitura es va acabar l'any 1924. L'òpera va rebre la seva estrena mundial el 19 de juny de 1926 al Gran Teatre de Varsòvia, amb el repartiment incloent-hi la germana del compositor, la soprano Stanisława Korwin-Szymanowska, com a Roxana.
El "drama sicilià", com ell l'anomenava, va sorgir de l'entusiasme de Szymanowski per la cultura mediterrània com a gresol de diferents pobles i religions. Va passar molt de temps viatjant per aquella zona el 1911 i el 1914, i va compartir el seu amor per la regió amb Iwaszkiewicz. L'estiu de 1918 a Odessa, Szymanowski i Iwaszkiewicz van concebre el projecte i van compondre l'òpera durant el període de 1918 a 1924. La novel·la perduda de Szymanowski Efebos tractava temes místics semblants als que van inspirar aquesta obra; Szymanowski el va titllar de "Misteri".
Jim Samson ha situat El rei Roger en una anàlisi musicopsicològica de les lluites compositives de Szymanowski. Alistair Wightman ha parlat breument del tractament estilitzat de Szymanowski dels modismes musicals àrabs a la partitura. Stephen Downes ha analitzat amb detall els temes de "dualitat" i "transformació" expressats en la música de l'òpera.

## Origen i context

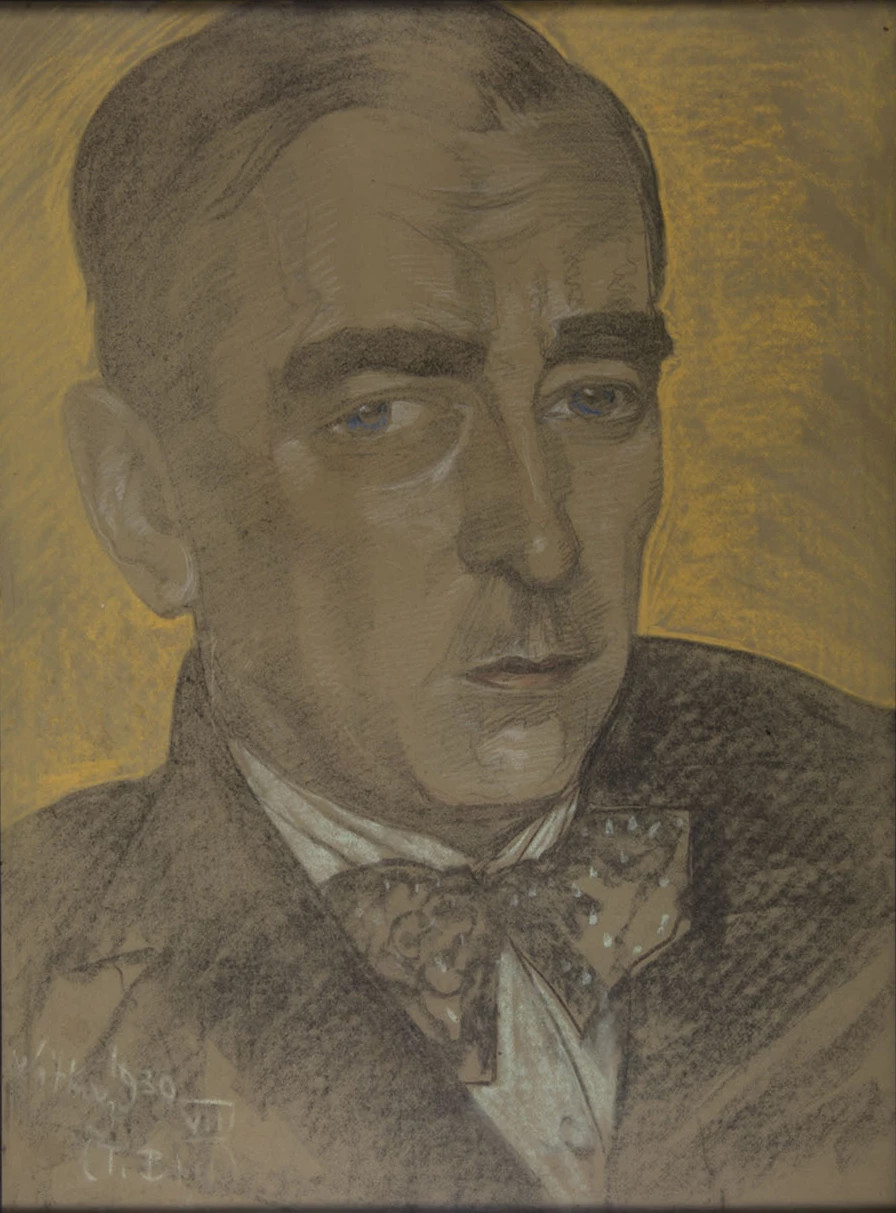
Retrat de Karol Szymanowski, el compositor

Karol Szymanowski va néixer en l'actual Ucraïna dins d'una família d'amplis interessos artístics. Fill d'un terratinent polonès i d'una baronessa sueca, va ser un compositor que des de jove va viure imbuït en el procliu ambient artístic d'una família envoltada intermitentment, i per diverses circumstàncies, per poetes, pintors i músics. Després d'una educació infantil molt protectora i casolana, el 1901 es traslladà a estudiar a Varsòvia, sota la direcció de Zygmunt Noskowski. Allà va beure de les fonts del nacionalisme polonès, inspirat per Frédéric Chopin, reafirmat per Stanislaw Moniuszko i atiat per les mesures repressives russes. Tot i que la capital polonesa romania en un provincialisme vuitcentista que aïllava la seva activitat cultural de la resta d'Europa, el canvi de segle va atreure la mirada de joves músics com ara el pianista Arthur Rubinstein o el compositor Grzegorz Fitelberg, que va establir, al costat de Szymanowski i altres mestres, el moviment musical modernista Polònia Jove. Szymanowski va passar posteriorment dos anys a Berlín i Leipzig, assumint influències de Richard Wagner, Max Reger o Richard Strauss, dels que després va renegar activament però que van inspirar les seves primeres simfonies. En un dels seus viatges a França va conèixer a Claude Debussy i la música de l'impressionisme. A Viena va compartir experiències amb l'avantguarda i els ballets russos de Serguei Diàguilev.

## Representacions

Emil Młynarski, va dirigir l'estrena

Va ser estrenada al Gran Teatre de Varsòvia el 19 de juny de 1926 dirigida per Emil Młynarski. Des de llavors, les posades en escena del Rei Roger han estat relativament rares. Dues produccions van seguir de prop, la primera a Duisburg, Alemanya, l'octubre de 1928, i la segona l'octubre de 1932 al Teatre Nacional de Praga. La primera presentació després de la Segona Guerra Mundial va tenir lloc a Palerm l'any 1949 en presència del seu llibretista, dirigida per Mieczysław Mierzejewski, escenografia de Renato Guttuso, Giovanni Inghilleri cantava Roger, Clara Petrella cantava Roxana, Antonio Annaloro el pastor. Després d'això van passar uns anys abans que l'òpera tornés a representar-se.
El 1975, la New Opera Company de Londres va produir l'obra sota la batuta de Charles MacKerras. Als EUA l'òpera es va veure per primera vegada l'any 1981, en una versió de concert donada per la St. Louis Symphony a St. Louis, dirigida per Leonard Slatkin. Aquell mateix any es va presentar al Teatre Colón de Buenos Aires, dirigida per Stanisław Wisłocki.
Des de finals de la dècada de 1980 i fins al segle actual, El rei Roger sembla haver gaudit d'un renaixement amb unes tretze produccions en molts llocs diferents. El 1988, l'⁣Òpera de Long Beach de Califòrnia, coneguda pel seu enfocament innovador del repertori, va comptar amb Murry Sidlin com a director i James Johnson com el rei Roger, Nancy Shade com a Roxana i Jonathan Mack com a Edrisi. El 3 de març de 1990 es va oferir un concert al Royal Festival Hall per la BBC Symphony Orchestra and Chorus dirigida per Andrew Davis. Aquest va ser el concert inaugural d'un festival d'obres de Szymanowski a càrrec del South Bank Arts Centre. David Wilson-Johnson va prendre el paper principal, amb Wieslaw Ochman com el pastor, Eilene Hannan com a Roxana, Martyn Hill com a Edrisi, Matthew Best com a arquebisbe i Anne Collins com a ardiaconessa. La Sydney Dance Company va utilitzar l'òpera com a banda sonora gravada per al seu ballet del rei Roger a l'⁣Òpera de Sydney el 1990. Palerm va presentar novament El rei Roger el 1992. A finals de la dècada de 1990 es van oferir quatre versions de concert: la primera per l'Orchestre National de France a París, dirigida per Charles Dutoit el 1996 i als London Proms de la City of Birmingham Symphony Orchestra amb Simon Rattle el 1998, mentre que la tercera i la quarta actuació es van presentar a Mont-real i posteriorment, el 17 d'octubre de 1999, al Carnegie Hall per a l'estrena de Nova York amb Charles Dutoit i l'⁣Orquestra Simfònica de Mont-real.
Al segle XXI, El rei Roger va ser donat per l'Òpera Nacional de Polònia l'any 2000 i el mateix any també a Amsterdam per l'Òpera dels Països Baixos, dirigida per Hartmut Haenchen. El 2002, Charles Dutoit va dirigir l'estrena japonesa de l'obra en versió concert amb l'⁣Orquestra Simfònica de la NHK a Tòquio, així com a Praga amb la Filharmònica Txeca el 2007. El Teatre Mariïnski va portar l'obra al Festival d'Edimburg el 2008 amb Valeri Guérguiev i dirigida per Mariusz Treliński.
Va ser presentada a Palerm el 2005 i també per l'⁣Òpera de Wroclaw el 2007. Una actuació posterior als Estats Units va ser al festival Bard SummerScape el 2008.
Tant el Gran Teatre del Liceu de Barcelona com l'⁣Opéra National de París de París, dirigits per Kazushi Ono, el van presentar l'any 2009. El 2011, El rei Roger va aparèixer al Staatstheater Mainz. Una nova producció de l'òpera es va posar en escena en polonès a l'⁣Òpera de Santa Fe el 21 de juliol de 2012 amb Mariusz Kwiecień en el paper principal. El 2013, El rei Roger va ser presentat al 17è Festival Amazonas de Ópera a Manaus, Brasil, amb pl (Marcin Bronikowski) . en el paper del títol. El juny de 2014 es va presentar una nova producció a l'⁣Òpera de Wuppertal a Alemanya. Dues actuacions van tenir lloc a Boston el març de 2015 amb la Boston Symphony Orchestra i Charles Dutoit. La Royal Opera House, Covent Garden, va presentar una nova coproducció amb Opera Australia, dirigida per Antonio Pappano, el maig de 2015. La primera actuació a Austràlia va ser presentada per l'Opera Australia el 2017 a Sydney i Melbourne, dirigida per Andrea Molino, amb Saimir Pirgu com a pastor.

## Rols
| Rol                                                                                   | Tipus de veu | Estrena, 19 de juny de 1926 (Director: Emil Młynarski) |
| ------------------------------------------------------------------------------------- | ------------ | ------------------------------------------------------ |
| Roger II, rei de Sicília                                                              | baríton      | Eugeniusz Mossakowski                                  |
| Roxana, la seva dona                                                                  | soprano      | Stanisława Korwin-Szymanowska                          |
| Edrisi, un erudit àrab                                                                | tenor        | Maurycy Janowski                                       |
| Pastor                                                                                | tenor        | Adam Dobosz                                            |
| Arquebisbe                                                                            | baix         | Roman Wraga                                            |
| Diaconessa                                                                            | Contralt     | Teodozja Skonieczna                                    |
| Sacerdots, monjos, monges, acòlits, cortesans, guàrdies, eunucs, deixebles del pastor |              |                                                        |

## Argument
Lloc: Sicília
Època: segle XII
La història tracta de la il·luminació del rei cristià Roger II per part d'un jove pastor que representa els ideals pagans.

### Acte I
Sovint es coneix com l'acte "bizantí⁣".
El pastor és presentat al rei Roger i la seva cort durant la missa a la catedral de Palerm. Malgrat les crides de l'arquebisbe i de la multitud pel seu càstig com a heretge, Roxana, la dona de Roger, convenç al rei de no matar-lo. Ella li implora que dicti un judici just sobre el pastor. Roger ordena al jove que es presenti al palau aquella nit, on s'explicarà i se sotmetrà al judici del Rei.

### Acte II
L'acte "Oriental⁣", que representa l'Índia i l'⁣Orient Mitjà
Segons les instruccions, el Pastor apareix a les portes del palau. La Roxana canta una cançó seductora que és clarament una resposta al visitant, provocant que en Roger s'agiti cada cop més. Mentre el pastor és conduït, descriu la seva fe amb detall i aviat gairebé tota la cort s'uneix a ell en una dansa extàtica. Roger intenta encadenar-lo, però el pastor s'allibera fàcilment i abandona el palau amb gairebé tots els reunits seguint-lo. Al principi el rei i el seu conseller àrab, Edrisi, es queden sols, però aviat es decideix que Roger s'unirà al Pastor.

### Acte III
L'acte "grecoromà⁣".
En un antic teatre grec, el rei Roger i Edrisi es reuneixen amb Roxana, qui informa el seu marit que només el pastor pot alliberar-lo de la seva por i gelosia. S'encén un foc i els seguidors del Pastor comencen una altra dansa, mentre el Pastor es transforma en Dionís. Quan s'acaba el ball i els participants surten de l'escenari, en Roger es veu transformat per l'experiència, i canta un himne alegre a l'arribada del sol del matí.

## Enregistraments
| Any       | Elenc (Ruggero, Roxana, Edrisi, Pastore)                                  | Director                | Segell                                                              |
| --------- | ------------------------------------------------------------------------- | ----------------------- | ------------------------------------------------------------------- |
| 1965+1988 | Andrzej Hiolski, Hanna Rumowska, Kazimierz Pustelak, Zdzisław Nikodem     | Mieczysław Mierzejewski | AAC: Polskie Nagrania 1965, Cat: 0250/1; Olympia 1988, Cat: OCD 303 |
| 1990      | Andrzej Hiolski, Barbara Zagórzanka, Wiesław Ochman, Henryk Grychnik      | Karol Stryja            | Audio CD: Marco Polo, Cat: 223339; Naxos, Cat: 8660062-63           |
| 1992      | Florian Skulski, Barbara Zagórzanka, Stanisław Kowalski, Zdzisław Nikodem | Robert Satanowski       | Audio CD: Koch-Schwann, Cat: 314 014 K2                             |
| 1998      | Thomas Hampson, Elzbieta Szmytka, Ryszard Minkiewicz, Philip Langridge    | Simon Rattle            | Audio CD: EMI Cat: 56823 and Cat: 14576                             |
| 2003      | Wojtek Drabowicz, Olga Pasichnyk, Piotr Beczala, Krzysztof Szmyt          | Jacek Kaspszyk          | Audio CD: Accord Cat: ACD 131–2                                     |
| 2007      | Andrzej Dobber, Aleksandra Buczek, Rafal Majzner, Pavlo Tolstoy           | Ewa Michnik             | DVD: Narodowy Instytut Audiowizualny Cat: 5908259554143             |
| 2009      | Scott Hendricks, Olga Pasichnyk, John Graham-Hall, Willy Hartmann         | Mark Elder              | DVD: C-Major Cat: 702808 (NTTC)                                     |